# Caridina mertoni
Caridina mertoni is een garnalensoort uit de familie van de Atyidae. De wetenschappelijke naam van de soort is voor het eerst geldig gepubliceerd in 1911 door Roux.